# Шаритън (окръг, Мисури)
Окръг Шаритън (на английски: Chariton County) е окръг в щата Мисури, Съединени американски щати. Площта му е 1989 km², а населението - 8438 души (2000). Административен център е град Кийтсвил.